# Петър Николов (фармаколог)
 Тази статия е за българския фармаколог.  За футболиста вижте Петър Николов (футболист).  
Петър Николов Христов е български лекар и фармаколог, член-кореспондент на Българската академия на науките. Той е един от първите български учени, работили в областта на експерименталната фармакология, като проучва лечебната активност на Digitalis lanata, Adonis vernalis, Atropa belladona, Rosa damascena, Adonis vernalis, Allium sativum, Helleborus odorus, Salix alba, Onopordum acanthium, Foeniculum officinale, Pimpinella anisum, Carum carvi, Galega officinalis. Известни са негови учебници и книги за лечебните растения, включително преведената и на руски и немски език „Фитотерапия“. Проф. Николов изгражда основите на няколко научни школи от първите български специалисти в областта на експерименталната фармакология и лекарствената токсикология.

## Биография
Петър Николов е роден през 1894 година в Търново. През 1925 година завършва медицина в Софийския университет „Свети Климент Охридски“. В периода 1927 – 1928 година специализира фармакология и токсикология във Виена, в една от първите обособени самостоятелни Катедри по фармакология по това време, при професорите Пик и Молитор. 
В годината на дипломирането си, 1925 г., постъпва като асистент в ръководената от проф. Владимир Алексиев Терапевтична клиника с фармакологичен институт. Наред с първите си експериментални фармакологични и токсикологични изследвания работи като клиницист със защитени специалности вътрешна медицина, сърдечни и белодробни заболявания. Започва да чете лекции и да води семинари по фармакология, преподава на студенти от три специалности – медицина, фармация и стоматология, както и на лекари-специализанти, медицински сестри, фелдшери, акушерки и други медицински кадри. От 1935 г. започва да чете лекции като частен доцент, избран е за редовен доцент през 1938 година, а през 1945 г. – за професор.
Постепенно през годините в Медицинския факултет – София се обособява сектор към катедрата по вътрешни болести, който като самостоятелна структура се утвърждава през 1945 година под името Катедра по фармакология с първи ръководител проф. Петър Николов до 1962 година. Катедрата е посвещавала много лекции и курсове на делото и паметта на нейния основател.
През 1945 година е натоварен да организира Медицинския факултет в Пловдив и през същата година става негов първи декан.
Заема поста председател на Дружеството на фармаколозите в България от 1953 до 1967 година. През 1954 година става член-съосновател на Научното дружество за физиологически науки. От 1958 г. е член-кореспондент на Българската академия на науките, а от 1962 до 1971 година е ръководител на Секцията по фармакология в Института по физиология при БАН.
Членува в Германското фармакологично дружество (от 1938 година) и в Чехословашкото медицинско дружество „Ян Пуркине“ (от 1961 година).
Петър Николов почива през 1990 година.

## Научноизследователска дейност и приноси

### Изследвания във фармакологията
Основен фокус на научноизследователската работа на проф. Петър Николов и на научните му трудове са българските лекарствени растения и народната медицина. Публикувал е на база собствени проучвания на лечебни растения много статии, а в съавторство книгите „Лечебни растения“, „Фитотерапия“ с 11 издания и тираж над 300 000, превеждана на руски. Това е първото печатно мащабно издание събрало данните от българската народна медицина, заедно с известни данни за лечебни растения от други страни. На база на собствени проучвания е предложил много лечебни препарати.
По цитат на акад. Веселин Петковː „През целия си живот той се е стремял да реализира своите знания в света на конкретните неща, да ги види утвърдени в живота“. В годините на икономически трудности и пълна зависимост на страната от чужди фармацевтични фирми, Николов в сътрудничество с проф. Владимир Алексиев предлагат в периода 1930 – 1935 г. на едва зараждащите се български производствени фармацевтични лаборатории първите оригинални български лечебни препрати. Те експериментално са изследвани от Петър Николов. За лечение на туберкулоза Алексиев и Николов предлагат препарати от колоидно злато – Calcihrysin (амп. колоидно злато, калциев глюконат, желатин), Immunochrysin (амп. колоидно злато, магнезий, манган); следва инжекционен препарат за лечение на септични заболявания Chromochrysin (имунохризин с хинин и трипафлавин). За лечение на туберкулозата Николов предлага аурофибролизин (колоидно злато и фибринолизин) с добър ефект при туберкулозни перитонити. Голяма популярност поради ефикасността си за лечение на бронхопневмонии, хронични бронхити и бронхиална астма намира препаратът Pulmochin (ампули хинин, камфор, ментол) и др.
Сред най-важните постижения в научноизследователската дейност на проф. Петър Николов, реализирани и в конкретни препарати, са задълбочените оригинални проучвания на Digitalis lanata, на които проучвания се дължи популярността на нашите препарати Lanodigitalis, Digipan, Diginorm; доказване диуретичното и седативно действие на Adonis vernalis, диво растящ горицвет, с които се налага препаратът Адинорм.
Значими са проучванията, проведени от Николов върху растението Atropa belladonna (лудо биле), т.нар. „българска терапия“ („cura bulgara“) на паркинсонизма по рецепта на народния лечител Иван Раев. На Петър Николов и невролога Христо Петров е възложено да проучат „тайната“ на лечителя Раев, който е криел рецептата си. След анализ, с помощта на химик, се разкриват основните съставки и приготовлението им. Провеждат се експериментални фармакологични и клинични опити. Установява се, че антипаркинсоновият ефект на растителния извлек, получаван от Раев, се дължи на алкалоидите на лудото биле – атропин и скополамин. Данните са публикувани на немски и италиански. Благодарение на проучването, направено от тези двама учени се стига до световно признание на Cura Bulgara при Encephalitis epidemica. Предлагат се препаратите Bellapan, Bellabulgara, Curabulgarin, Антипаркин за лечение на паркинсонизма, Neurotonin (екстракт от беладона, папаверин, фенобарбитал, кофеин, прокаин)
Изключително обширни са проучванията на Николов на маслодайната роза Rosa damascena. Въз основа на тези проучвания се предлага цяла гама от самостоятелни и комбинирани препарати с противовъзпалително, лаксативно и антихелминтно действие. На базата на розовото масло Петър Николов предлага препаратът Oleum Rose Camphoratum в ампули, който се оказва особено ценен за лечение на бронхиалната астма. Със същите индикации предлага препаратите Rosalipchin, Rosasulfolipchin, които са на базата на Lipchin (амп. маслен хининов разтвор, към които е прибавено съответно розово масло и сяра), Rosalin, Pulvis rose laxans и др.
Голяма заслуга на Николов е въвеждането в терапията на нуклеотидни препарати, изложени в хабилитационния му труд за редовен доцент. Съвместно с Юруков, Николов предлага препарата E-Vitellosin (от пилешки ембрион), който се изпитва за лечение на рак, като се има предвид регулиращото развитието на клетките и тъканите действие на съдържащите се в ембрионалните тъкани фактори, по аналогия със съвременната идея за ролята на стволовите клетки. Впоследствие се предлага препаратът Vitellopaverin (от яйчен жълтък с папаверин). Те се оказват ценни лечебни средства при болестта на Бюргер (облитериращ тромбангит) и при други ендартериитни заболявания.
Принос на Николов е и препаратът Lactosin (екстракт от микроорганизмите на киселото мляко, съдържащ аденозинфосфорна киселина) с индикации за протеино- и имунотерапия. Може да се направи аналогия със сега приготвяните лиофилизирани препарати от кисело мляко, въведени и за храна на космонавтите; противомаларийни препарати и много други.
Освен горните препарати по негово предложение и идеи са разработени още много други препарати – Antisclerol (с рутин, фитин, теобромин), Pilotonin за стимулиране растежа на косата (на базата на салицилова киселина, тинктура капсици, резорцин) и Брезол (освен тези съставки и извлеци от листа на бреза, коприва и др.) за същата цел и др.
Първите препарати са предлагани във време когато няма химиотерапевтични препарати, няма цитостатици, няма психотропни средства. Голяма част от тези препарати са отбелязани в излизащите в съответните години официални лекарствени справочници. Те са плод на оригинални идеи, сериозна за времето си изследователска дейност и клинична оценка.

### Изследвания в токсикологията
Интересът на Петър Николов към токсикологията започва успоредно с интересът му към фармакологията. Едни от първите му изследвания са в тази област. Той е дал основите на българската токсикологична наука. Ръководител на дисертационните трудове на проф. Александър Монов, който оглавява клиничната токсикология в „Пирогов“; на проф. Фина Калоянова, която оглавява промишлената и хранителна токсикология в Института по хигиена. Дълги години е научно-методичен ръководител на отделението за клинична токсикология при Института за бърза помощ „Пирогов“. Той е викан за консултация при всички тежки промишлени и лекарствени и гъбни отравяния. Първият учебник по токсикология е негов в сътрудничество с акад. Веселин Петков.

### Клинични изследвания
Клиничната подготовка му дава възможност за провеждане на тясно свързани експериментално фармакологичнии и клинични експерименти. В този смисъл това са първите клинични изпитвания с тясното участие на лекаря изследовател. Има много примери за негови клинични изпитвания – за млечната секреция, лечение на язвата, за шока, левкопоетичното действие на ксантините, влиянието на хистамин върху надбъбреци и тимус и др. Например проучването на съотношението между калия и натриевия хлорид в серума на пигментирани болни като израз на набъбречна недостатъчност може да се ползва за контрол на терапевтичните домогвания. Заслуга на Николов е и въвеждането в психиатрията пирогенна терапия с Oleum sulfuratum coloidale.

### Научни трудове
Проф. Петър Николов е автор и съавтор на следните трудове:
- 1934 – „Експериментална студия върху нуклеотидните лекарства“;
- 1941 – „Лечебни растения“ в съавторство с Пенчо Икономов и Аспарух Бойчинов;
- 1959 – „Лекарствена токсикология“ в съавторство с В. Петков;
- 1962 – „Някои експериментални проучвания върху противовъзпалителното действие на Digitalis lanata“ с колектив;
- 1963 – „Фитотерапия“ в съавторство с Даки Йорданов и Аспарух Бойчинов.

### Научна школа
С него започват работа първите специалисти фармаколози, преподаватели Никола Аврамов и Веселин Тодоров впоследствие хабилитирали се за доценти. Той е ръководител на много аспиранти, специалисти, всички станали известни фармаколози преподаватели и изследователи – Цанко Стойчев, Кирил Русинов, Лиляна Далева, Драго Друмев, Делчо Желязков, Лиляна Райнова, Стефан Ванков, Цветан Бояджиев. В тясно сътрудничество с него работят и бъдещият академик проф. Веселин Петков и проф. Димитър Пасков. Първите обучени в катедрата специалисти фармаколози и токсиколози от своя страна обучават десетки млади хора. Това са проф. Драго Друмев, който оглавява фармаколозите във ветеринарния факултет; проф. Делчо Желязков, който ръководи катедрата по фармакология и токсикология във Варна; проф. Кирил Русинов, който работи в секцията по фармакология на БАН; чл.кор. проф. Цанко Стойчев, който оглавява медико-биологичното направление на БАН и секцията по експериментална токсикология; проф. Лиляна Далева, която оглавява фармакологичната секция в НИХФИ; доц. Цветан Бояджиев, който ръководи катедрата по фармакология в Плевен; проф. Петър Манолов ръководи лаборатория в НИХФИ. От първата катедра по фармакология и токсикология и с тези обучени кадри впоследствие се развиват катедрите по фармакология и токсикология в ИСУЛ, към Фармацевтичния факултет, към новосъздадените факултети в Пловдив, Варна, секциите към научноизследователски химико-фармацевтичен институт, към БАН, институтът за контрол на лекарствените средства; токсикологичните звена към Института по хигиена, Пирогов и т.н.